# Cajun Field
O Cajun Field é um estádio localizado em Lafayette, Luisiana, Estados Unidos, possui capacidade total para 41.264 pessoas, é a casa do time de futebol americano universitário Louisiana Ragin' Cajuns football da Universidade da Luisiana em Lafayette. O estádio foi inaugurado em 1971 em substituição ao McNaspy Stadium.